# موتشغان (غندمان)
موتشغان (بالفارسية: مورچگان) هي قرية تقع في إيران في قسم غندمان الريفي. يقدر عدد سكانها بـ 635 نسمة بحسب إحصاء 2016.